# Tonderni rajtaütés
A tonderni rajtaütés – hivatalos megnevezéssel F.7 hadművelet (angol: Tondern raid illetve Operation F.7) – a Royal Navy és a Royal Air Force egyik akciója volt a Tondern melletti német léghajóbázis ellen.
Ez volt az első támadás, melyet repülőgép-hordozó fedélzetéről felszálló gépek hajtottak végre. A csatacirkálóból hordozóvá átalakított Furiousról 1918. július 19-én szállt fel a hét Sopwith Camel típusú repülőgép és a tonderni hangáraikban elpusztították az L 54 illetve L 60 jelű német léghajókat valamint egy ballont. A repülőgépek még megfelelő leszállófedélzet híján a tengerre landoltak, ahonnan a kísérő hajóknak kellett kiemelni őket daruk segítségével. A hangárokat hamar helyrehozták, de ezt követően a bázison léghajók már nem teljesítettek aktív szolgálatot és csak szükség esetén vették igénybe őket.

## A tonderni bázis

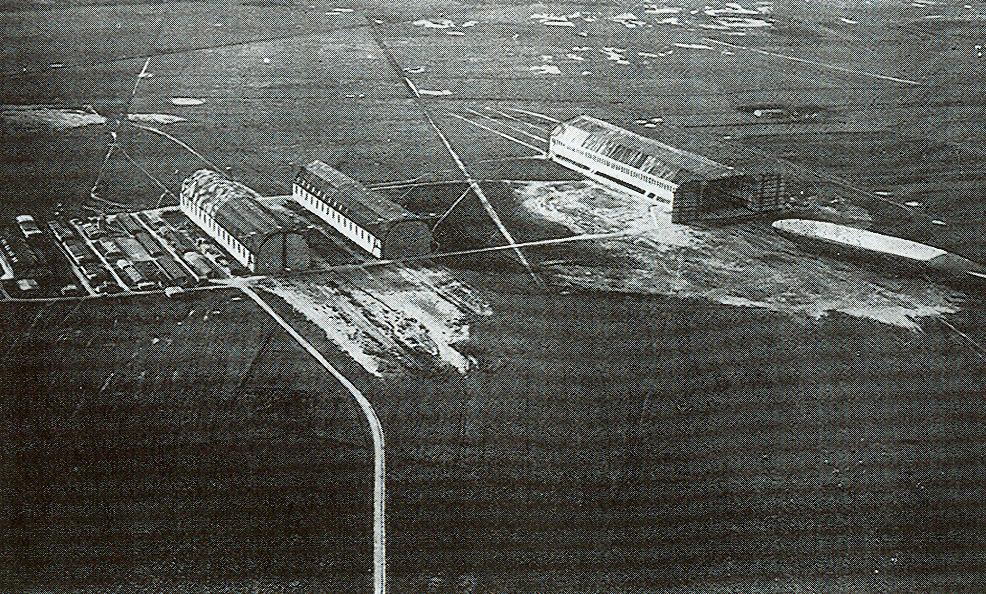
A tonderni léghajóhangárok balról jobbra: Tobias, Toni és Toska

A háború elején, 1914. szeptember 16-án javaslatot nyújtottak be a Birodalmi Tengerészeti Hivatalhoz (Reichsmarineamt), hogy a dán határ közelében lévő Tondern városától közvetlenül északra alakítsanak ki egy légibázist léghajók számára két nagy hangárral. A javaslatot elfogadták és 1915 márciusára két kelet-nyugati tájolású hangárt építettek, melyekhez tartozott két 10.000 literes üzemanyagtartály, hidrogén előállító és tároló létesítmények, 600 főt befogadni képes barakkok valamint 5 vadászgép befogadására alkalmas hangárok is. A léghajóhangárok a Toni és Tobias nevet kapták, és a bevetések a következő hónapban megkezdődtek a támaszpontról. A két hangár azonban az újabb és  nagyobb léghajókat már nem tudta befogadni, ezért szükségessé vált egy újabb megépítése. A harmadik hangár 1917 januárjára készült el és a Toska nevet kapta. 242 méteres hosszúságával, 73 méteres szélességével és 42 méteres magasságával jóval nagyobb volt, mint az előző kettő (180/34/28). Méreteinek köszönhetően két léghajót is be tudott fogadni egyszerre. A támaszponton eredetileg állomásozó repülőgépeket át kellett innen helyezni, mivel a talaj nem kedvezett nekik a le- és felszállásokhoz és ez gyakori balesetekhez vezetett. Emiatt a bázis vadászvédelem nélkül maradt.
A háború ideje alatt 1550 bevetést – Északi-tenger feletti felderítő repüléseket illetve angliai célpontok elleni bombatámadásokat – hajtottak végre innen a Zeppelinek, amivel az egyik legjelentősebb léghajóbázisnak számított. A két kisebb elavult hangárt 1918 nyarán léghajók tárolására már nem alkalmazták, a Toni épp bontás alatt állt, a Tobiasban pedig egy rögzített ballont helyeztek el. A támadás napján, július 19-én a Toska az L 54 és L 60 jelű léghajóknak adott otthont.

## Korábbi támadások és a repülőgép-hordozó kifejlesztése

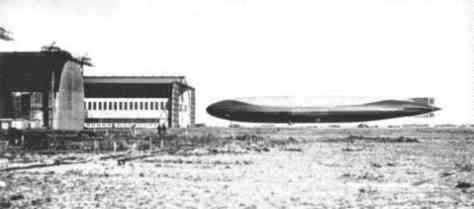
Az L 54 a Toska előtt

A brit hírszerzés hamar tudomást szerzett a Tondern melletti léghajóbázisról és 1916 tavaszán anyahajók hidroplánjaival két alkalommal is sikertelenül próbáltak támadást intézni ellene. A második alkalommal a 11 indítandó gépből 8 el sem tudott emelkedni a vízről és csak az egyik repülőgép tudott végrehajtani támadást, de tévedésből az is semleges dán területre dobta le a bombáit. A kudarcok után felhagytak a hidroplánokkal végrehajtott támadásokkal.
A háború későbbi szakaszában a britek a repülőgép-hordozó kifejlesztésével újszerű harci eszközre tettek szert. Az eredetileg a Balti-tengeri bevetésekre tervezett Furious csatacirkáló 1918 márciusában csatlakozott a Scapa Flow-ban állomásozó Grand Fleethez R. F. Phillimore (rep.) ellentengernagy (Rear-Admiral Commanding Aircraft) zászlóshajójaként. Még építése alatt ellátták a felépítmények előtti elülső fedélzet fölé telepített fel- és leszállófedélzettel, melyre azonban nagyon veszélyesnek bizonyult leszállni. 1917 végén a hajó hátulsó felét alakították ki leszállófedélzetnek az itteni lövegtorony eltávolításával, így lett egy külön felszálló- és egy leszállófedélzete is, középütt pedig megmaradtak a felépítmények. A leszállási próbáknál ez a kialakítás is súlyos problémákat eredményezett, mivel menet közben a felépítmények és a kémény okozta turbulenciák zavarták a landolást. A 13 próbaleszállásból mindössze hármat ítéltek sikeresnek. A többi esetben a légörvények a leszálló gépeket lesodorták a fedélzetről és azok a vízbe estek, vagy leszálláskor törést szenvedtek. Ezek után felhagytak a próbákkal és inkább a vízre landoltatták a gépeket. Mivel a Furious-nak túl veszélyes lett volna megállnia, hogy a gépeket maga emelje ki a vízből, ezt a feladatot a rombolókra bízták. Azok darui viszont kisebbek voltak a repülőgép-hordozóiénál, emiatt kiemeléskor a repülőgépek gyakran sérültek meg súlyosabban és hosszabb ideig tartó javításra szorultak.
A következő hónapokban a Furious gépei ezzel a módszerrel tevékenykedve a Helgolandi-öböl felett végeztek felderítő repüléseket aknamezőket keresve vagy a németek aknaszedési tevékenységének eredményeit megfigyelve. A Császári Haditengerészet léghajós részlege (Marineluftschiffabteilung) elleni támadást Robert Clark-Hall alezredes (lieutenant colonel), a repülési törzsének egyik tagja, valamint Richard Bell-Davies századparancsnok, pilóta tanácsolták Phillimore ellentengernagynak. A századparancsnok a léghajók levegőben való elfogását, mely szintén a feladatkörükhöz tartozott, nem találta hatékony vállalkozásnak és véleménye szerint a legjobb és legkönnyebb helye egy Zeppelin elfogásának a hazai bázisán volt. Phillimore elfogadta Clark-Hall felvetését és David Beatty tengernagy, a Grand Fleet parancsnoka engedélyt adott a támadás kivitelezéséhez. Eredetileg Sopwith 1½ Struttereket terveztek alkalmazni a bevetés során, de ezek felderítői képességeik miatt túl értékesek voltak ehhez a feladathoz. Helyettük a jól ismert Sopwith Camel vadászgépekre esett a választás, melyek kisebb hatótávolsága azonban csak a Tondernnél lévő légibázis elleni támadást tette lehetővé, a távolabb eső nagyobbakét nem.
A pilóták mind különleges felkészítésen estek át. A kiképzés során az Edinburgh melletti turnhouse-i reptéren a léghajók hangárainak gyepre felfestett körvonalaira gyakorolták a bombavetést. A gépeket két darab 22,7 kg-os (50 font) bombával látták el a küldetéshez. Moore őrnagyot, az egyik pilótát még az 1918. június 29-én megindítandó támadás előtt áthelyezték és nem volt már idő egy újabb pilóta felkészítésére. A pilóták W. D. Jackson, W. F. Dickson, Bernard A. Smart és T. K. Thyne kapitányok (captain), valamint N. E. Williams, S. Dawson és W. A. Yeulett hadnagyok voltak. A tervek szerint a támadást a célponttól lehető legtávolabbról felszállva kellett végrehajtani.

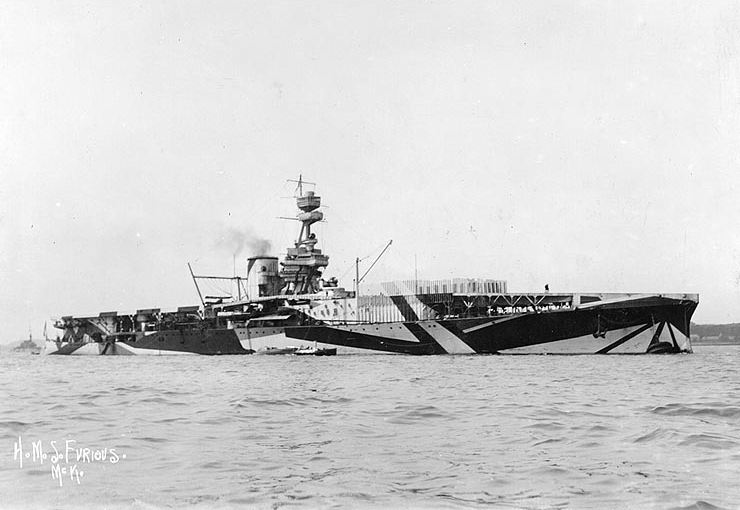
A Furious 1918-ban

Az első, F.5 jelű hadműveletet 1918 májusának végére tervezték mindössze hat repülőgép bevetésével, mivel Yeulett hadnagy felkészültségét még nem találták kielégítőnek. Röviddel a Furious kifutása után tengeralattjárót észleltek a közelében és emiatt megszakították a hadműveletet.
Az újabb, F.6 kódjelű hadművelet során két négy-négy gépből álló raj két hullámban támadott volna. Rosythból indulva a Furious-nak Tonderntől északra 80 mérföldre, a dán partokon lévő lyngvigi világítótoronytól 12 mérföldre nyugatra lévő pontról kellett elindítania a gépeket az ehhez legmegfelelőbbnek ítélt 18,5 csomós sebességgel haladva. Kíséretét az 1. könnyűcirkálóraj (1st Light Cruiser Squadron) és a 13. rombolóflottilla (13th Destroyer-Flotilla) nyolc rombolója látta el.
R. F. Phillimore által kiadott tengernagyi utasítások a rajtaütéshez a következők voltak:
1. A két Tondernt támadó köteléknek olyan rövid időközzel kell felszállnia egymástól, amennyire csak lehetséges - 3:00 után, vagy mikor a fényviszonyok lehetővé teszik a formációk felvételét és tartását. A korlátolt üzemanyagkészletek miatt fontos, hogy a formáció felvételével ne vesztegessenek el időt.
2. A támadást alacsony magasságból kell végrehajtani, ami után a kötelékeknek meg kell próbálkozniuk újrarendeződni a visszatérés előtt, de erre csak pár perc megengedett.
3. A repülőgépeknek a Blaavand Pointot [a Blåvandshuk világítótornyot - a szerk.] a tenger felől kell kerülniük és a semleges területet nem szabad megsérteniük.
4. Amennyiben a célpont megközelítése közben összetalálkoznának egy léghajóval, a bombáktól megszabadulva támadást kell indítaniuk ellene. Amennyiben a visszaút során találkoznának össze eggyel, akkor tekintet nélkül az üzemanyag szintjére támadást kell intézni ellene, ezt követően a repülőgéppel Dániában vagy Németországban leszállva amennyiben szükséges.
5. A léghajókon kívül más ellenséges légi járművel kerülni kell a harcot.
6. Amennyiben visszatéréskor a látási körülmények nem teszik lehetővé a partok közelébe rendelt romboló észlelését, akkor a pilótáknak meg kell próbálkozniuk a flotta felkutatásával északnak haladva és a Lyngvig világítótoronynál 45 fokkal nyugatnak fordulva.
7. A pilótákat tájékoztatni kell a hajók helyzetéről és manővereiről 03:00 és 06:30 között. A repülőgépek visszatérése során a felvételükre felkészült rombolók megerősítésként zászlójelzéssel jelzik, hogy készen állnak. A pilóták két kötélhossznyi távolságban (370 m – a szerk.) teszik le a gépeiket a rombolók előtt, kiválasztva a Furious-hoz legközelebbi rombolót, mely ilyen zászlót vont fel. A partok közelébe rendelt romboló nem használandó a kimentéshez.
8. Amennyiben a visszatérés során a hajókat a partoktól távolodni látják és egyik rombolón sem láthatók a zászlójelzések, akkor a pilótáknak meg kell közelíteniük a Furious-t és le kell olvasniuk a felszálló fedélzetükről közvetített jeleket mielőtt vízre tennék a gépeiket.
9. A pilótáknak a rendelkezésre álló üzemanyag mennyiségét figyelembe véve kell meghozniuk döntéseiket a (6) és (8) pontokban megfogalmazott utasításokkal kapcsolatban.
Június 27-én a Furious kíséretével útnak indult és 29-én elérték a repülőgépek indításához kijelölt helyet, de a 6-os erősségű szél miatt a gépek nem tudtak felszállni és ezért kénytelenek voltak lefújni az akciót.

## F.7hadművelet

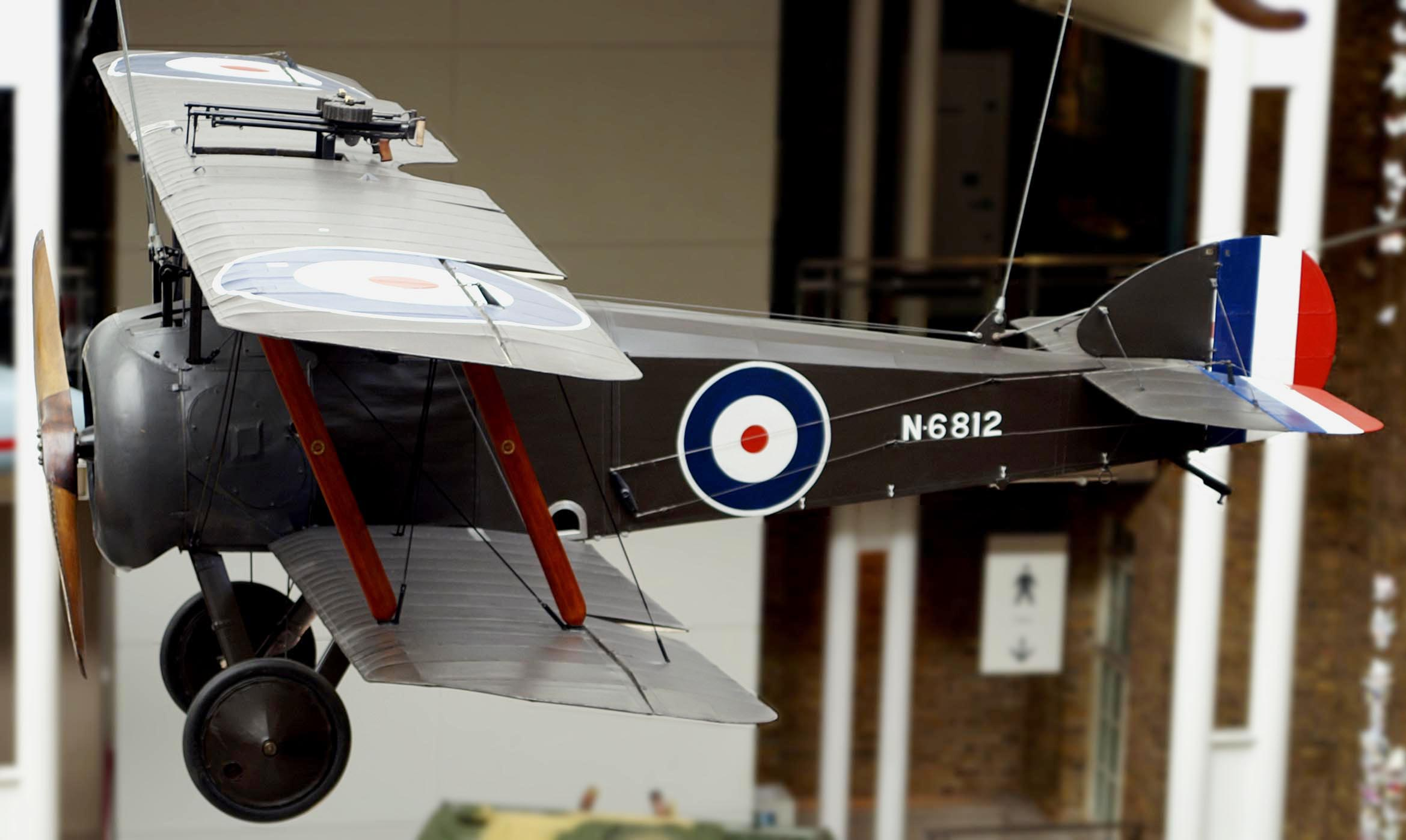
Egy kiállított Sopwith Camel 2.F1 (Imperial War Museum)

A támadást újra megkísérelték Operation F.7 névvel és erősebb biztosítás mellett. A hadműveletben részt vevő hajókat két csoportra osztották. A Force A kötelékébe tartozott a repülőgép-hordozó, az 1. cirkálóraj (Caledon, Galatea, Royalist, Phaeton, Inconstant könnyűcirkálók) és az akcióban aktívan részt vevő (repülőgépeket kimentő ill. tájékozódást segítő) rombolók. Őket távolabbról a Force B kísérte, melyhez az 1. csatahajóraj (1st Battle Squadron) az új Revenge-osztályú csatahajókkal (Revenge, Royal Sovereign, Ramillies, Royal Oak, Resolution), a 7. könnyűcirkálóraj (7th Light Cruiser Squadron – Carysfort, Aurora, Penelope, Undaunted könnyűcirkálók) és erős rombolókíséret tartozott. A Resolution csatahajó "Y" (leghátsó) lövegtornyának ágyúit különleges repeszgránátokkal látták el a léghajók leküzdésére.
A Furious július 17-én 12:03-kor hajózott ki ismét. A felvonulás során egy alkalommal tengeralattjárókat jelentettek a közelben, de a felkutatásukra kirendelt Valentine romboló nem találta nyomukat az adott helyen és a hadművelet a tervek szerint haladhatott tovább. Július 18-án hajnali 03:04-kor épp felkészültek a repülőgépek indítására, mikor nagy vihar kerekedett. A hadműveletet ennek ellenére nem fújták le, hanem 24 órával elhalasztották a végrehajtását és a Furious és az őt kísérő rombolók visszavonultak a távolból biztosító Force B-hez. A vegyes összetételű kötelék másnap (júl. 19.) hajnalra visszahajózott a dán partok közelében lévő indítási ponthoz és a romló időjárási körülmények között útnak indította a repülőgépeit 03:13 és 03:21 között. Az első hullámban Jackson, Dickson és Williams, a másodikban Smart, Dawson, az időközben már kellő felkészültséget elérő Yeulett és Thyne szállt fel. Thyne-nak hajtóműproblémák miatt vissza kellett fordulnia a célterület elérése előtt. Gépével a Viceroy romboló előtt szállt le. A megközelítés közben a romboló véletlenül legázolta a vízen lebegő repülőgépet, de a pilótát még sikerült kimenteni.
A támaszpont bombázása
A felszállás után az első hullám gépei 5000 lábon (kb. 1500 m) délnek vették az irányt, majd 6000 lábra (1800 m) emelkedve és keletnek fordulva, Röm és Sylt szigetek között elhaladva közelítettek Tondernhez. A köteléket vezető Jacksonnak vörös zászlóval kellett volna jeleznie a célpont észlelését, de a kritikus pillanatban nem találta azt a pilótafülkében. Ez végül nem okozott gondot és a gépek 04:35-kor a célterület fölé értek. Horst Treusch von Buttlar-Brandenfelst az L 54 parancsnokát a hangároktól egy kilométerre lévő szállásán érte a támadás, melyre így emlékezett vissza:
„Még félálmomban hallani véltem egy propeller zúgását … Egyáltalán nem olyan volt mint egy Zeppeliné! (…) Kiugrottam az ágyból és az ablakhoz rohantam, ahonnan láttam az egész bázist. Hirtelen egy árny húzott át a házunk felett, pár méterrel a tető felett, abszurd alacsonyan szállva… Egy brit repülőgép volt!”

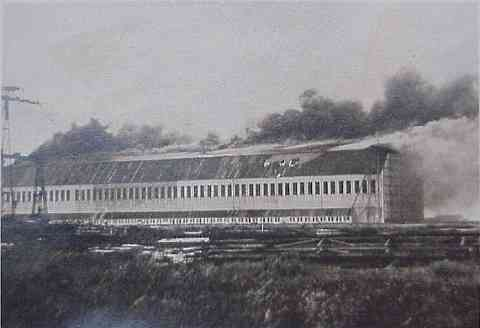
A Toska lángokban a támadás után

A Buttlar-Brandenfels által észlelt gép vélhetőleg Dicksoné volt, aki 700 láb (210 m) magasságra ereszkedve oldotta ki az első bombáját a hangárra és tévesen úgy vélte, hogy sikerült eltalálnia a célt, de valójában a város marhapiacára dobta azt. A másik két gép a valódi célpont irányába ereszkedett és a Toskát három bombával sikerült eltalálniuk. A bombák lángra lobbantották a benne található két léghajó gáztartályait, de az aznapi bevetésre készülődés miatt a hangár ajtajai nyitva voltak, így a lángok oldalra is kicsaphattak, csökkentve így a belső pusztítás mértékét. A személyzetnek sikerült a már felfüggesztett bombákat leszerelnie és kiszállítania a hangárból, többüket már veszélyesen felforrósodott állapotban. Szintén az első hullám egyik bombája találta el a Tobiast, megrongálva a benne tárolt ballont.
A második hullám a téves navigációnak köszönhetően vagy a rossz látási viszonyok miatt csak tíz perccel később érkezett a célterület fölé, keleti irányból a szárazföld felől. E hullámnak sikerült felgyújtania a már sérült ballont és több bombájuk a közelben álló hidrogéntartályokat szállító vasúti kocsik közelében robbant. Bár a támadásban két léghajó is elveszett, a bázison lévők közül csak négy fő szenvedett sérülést.
A támadás mindkét hullámát a bázis három légvédelmi ütegének erős tüze fogadta és számos álmából felriasztott, hiányos öltözetű katona is kézi lőfegyverekkel lődözött az alacsonyan szálló repülőgépekre. A németek úgy vélték, hogy a második hullám egyik repülőgépét ők rongálták meg annak futóművét ellőve. Valószínűleg Yeulett gépén észlelték a károsodást, mely visszaemlékezések szerint már felszálláskor elveszítette az egyik kerekét.
Williams, Jackson és Dawson abban a hitben, hogy már nincs elég üzemanyaguk a hajók eléréséhez a dán partok irányába vették az irányt és semleges területen landoltak. Dickson, Yeulett és Smart megpróbálkozott a hajók elérésével. Dickson 05:55-kor tette vízre a gépét, Smart pedig 06:30-kor hajtóműproblémák miatt. Yeulettről nem hallottak többet és feltételezték, hogy vízbe fúlhatott miután elfogyott a repülőgépének az üzemanyaga és kénytelen volt vízre tenni azt. A brit kötelék még várt annyi ideig, míg a gép rendelkezhetett üzemanyaggal, majd 07:00 körül a hajók visszaindultak Skóciába.

## Következmények

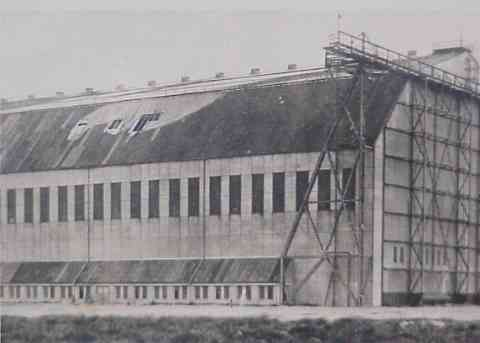
A Toska a tetején ütött lyukakkal a támadás napján

A Marineluftschiffabteilung hamar rendbe hozatta a leégett Toska hangárt, de ezt követően a tonderni légikikötőt a harcoló alakulatok elhagyták és csak szükség esetén vették igénybe. A többi léghajóbázis védelmét megerősítették és a Nordholzban lévő melletti területeket óvintézkedésként felperzselték, hogy ellenséges bombákkal már ne lehessen tüzet okozni rajtuk. A július 19-én kelt német hadijelentésben röviden – a valós károk említése nélkül – adtak tájékoztatást a történtekről:
„A ma korán reggel több ellenséges repülőgéppel a tonderni léghajókat kiszolgáló létesítményeink ellen végrehajtott támadások során keletkeztek bizonyos anyagi károk, személyi veszteség nem történt.”
A britek terveztek még hasonló támadást a Tondernhez legközelebbi, Ahlhorn melletti léghajóbázis ellen, mely azonban jóval beljebb volt a szárazföldön. A bombázását repülőgép-hordozókról indított DH.4 típusú repülőgépekkel hajtották volna végre, de a háború még az előtt véget ért, hogy erre sor kerülhetett volna. Már az előző évtől felvetődött a német Nyílt-tengeri Flotta (Hochseeflotte) elleni támadások végrehajtásának ötlete Sopwith Cuckoo torpedóbombázókkal, de ezen repülőgépek 1919-ig nem álltak volna rendelkezésre elegendő mennyiségben. Az elképzelést a második világháború során elővették és 1940-ben a Taranto kikötőjében állomásozó olasz flotta ellen sikeresen alkalmazták.

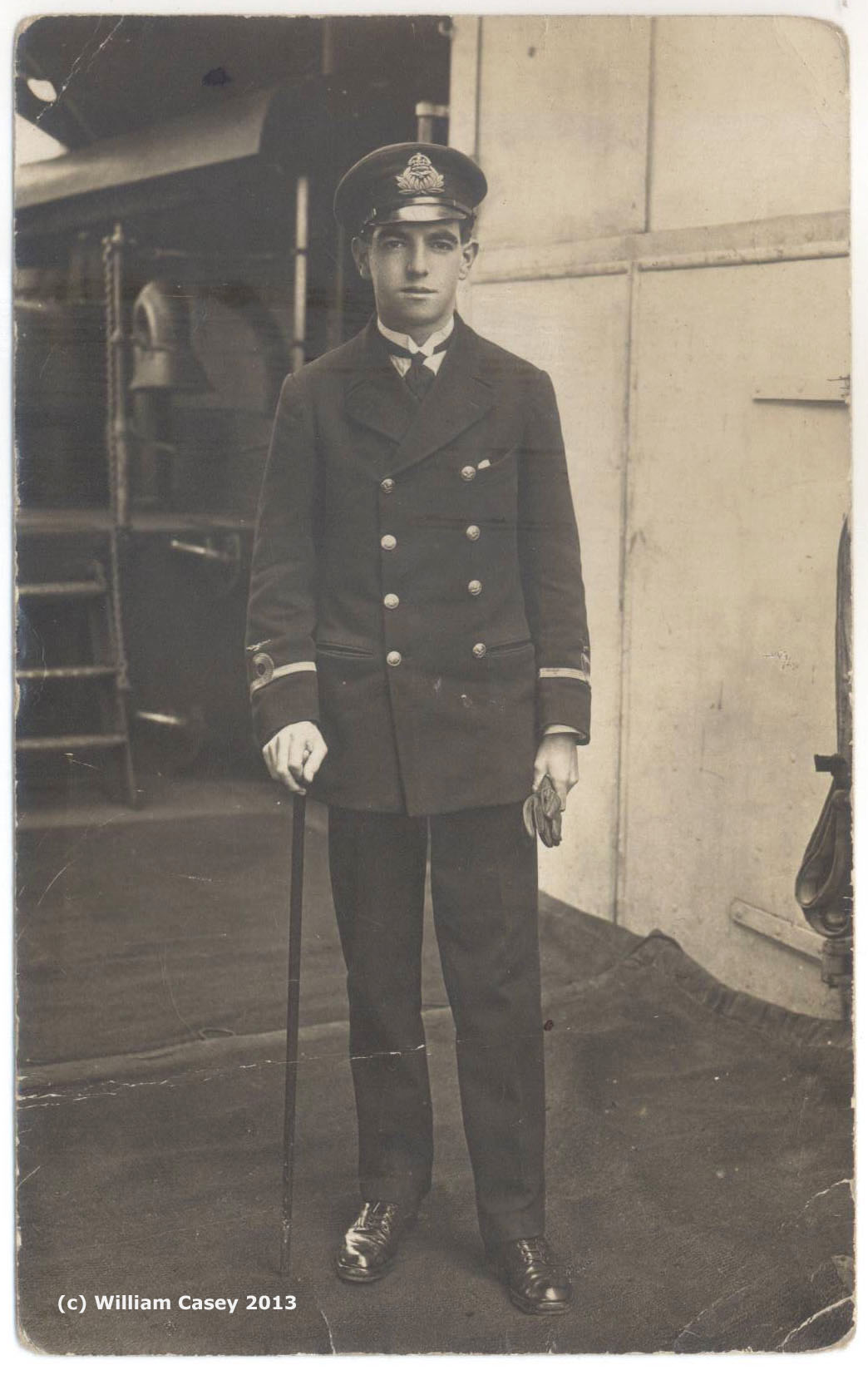
Yeulett hadnagy, a támadás egyetlen halálos áldozata

A támadásban részt vevő pilóták közül Dickinsont a tiszti szolgálati érdemrenddel (DSO) jutalmazták, míg Smart megkapta a csíkot a már meglévő DSO-ja mellé. A három Dániában földet érő és internált pilóta hamarosan a laza őrizetnek köszönhetően megszökött és visszatért Angliába. Yeulett holttestét később a dán partokra sodorta ki a tenger Lyngvig közelében. Feltételezik, hogy megpróbált visszatérni a hajókhoz, de röviddel a cél előtt elfogyhatott az üzemanyaga és ezért kénytelen volt a vízre letenni a gépét. Ő volt a hadművelet egyetlen halálos áldozata.

## Fordítás
- Ez a szócikk részben vagy egészben  a   Tondern raid című angol Wikipédia-szócikk ezen változatának fordításán alapul.  Az eredeti cikk szerkesztőit annak laptörténete sorolja fel. Ez a jelzés csupán a megfogalmazás eredetét és a szerzői jogokat jelzi, nem szolgál a cikkben szereplő információk forrásmegjelöléseként.